# Estación de La Courneuve - 8 Mai 1945
La estación de La Courneuve - 8 Mai 1945 es una estación del metro de París situada en la comuna de La Courneuve, al noroeste de París. Forma parte de la línea 7. Además, ofrece una conexión con la línea 1 del tranvía.

## Historia
Última prolongación de la línea 7 hacia el noroeste, la estación fue inaugurada el 6 de mayo de 1987 por Jacques Douffiagues, ministro de fomento de la época. El 6 de julio de 1992, fue conectada con el renacido tranvía parisino. 
La estación se ubica en La Courneuve, en la plaza del 8 Mai 1945, en el barrio comercial de las Quatre routes (cuatro carreteras). Su nombre va unido a una fecha de gran importancia para los franceses el 8 de mayo de 1945, día en el que concluye, en Europa, la Segunda Guerra Mundial. Un día que sigue siendo festivo en el calendario.

## Descripción
Alejada del diseño clásico del metro de París, la estación se compone de tres vías y de dos andenes, ordenados de la siguiente forma: v-a-v-a-v. El conjunto se completa con varias vías de garaje.
Las paredes verticales, renovadas en 2006, están revestidas con un azulejo claro, plano y estrecho llamado Miromesnil, dado que fue en esa estación donde se colocó por primera vez. Su presencia es relativamente habitual en las estaciones de las afueras de París. 
La estación está decorada con varios murales que representan un amanecer/anochecer al borde del mar. 
En superficie, fuera de la estación se encuentra una escultura del polaco Shelomo Selinger dedicada a las personas que resistieron al nazismo durante la Segunda Guerra Mundial.